# بهرپور
بهرپور (به انگلیسی: Bharpur) یک منطقهٔ مسکونی در پاکستان است که در ناحیه چکوال واقع شده‌است.